# Broxah
Mads Brock-Pedersen, né le 12 août 1997, connu sous le pseudonyme de Broxah, est un joueur professionnel danois de League of Legends, jouant actuellement au poste de Jungler de l'équipe Counter Logic Gaming aux League of Legends Championship Series en Amérique du Nord (NA LCS).
Broxah est un joueur relativement récent de la scène professionnelle. Il est repéré par la structure Fnatic durant l'été 2016, lors des qualifications aux Challengers Series d'été européen. Il est recruté dans l'équipe Fnatic Academy (l'équipe de la structure Fnatic participant aux Challenger Series) pour participer à ces dernières lors du printemps 2017. Lors des semaines 4 et 5 des EU LCS, il entre en période de test dans l'équipe principale, remplaçant Amazingx après ses performances décevantes,. À l'issue de ces deux semaines, il devient Jungler titulaire de l'équipe principale. Fin 2019, il rejoint l'équipe nord-américaine Team Liquid où il remplace dans la jungle Jake Kevin "Xmithie" Puchero.

## Résultats

### Fnatic
- 3e, EU LCS Spring, 2017[7]
- 2e, Rift Rivals Blue, 2017[8]
- 3e, EU LCS Summer, 2017[9]
- 5e-8e, World Championship, 2017
- 1er, EU LCS Spring, 2018
- 3e-4e, MSI, 2018
- 1er, Rift Rivals Blue, 2018[10]
- 1er, EU LCS Summer, 2018[11]
- 2e, World Championship, 2018[12]
- 3e, LEC Spring, 2019[13]
- 1er, Rift Rivals 2019 NA-EU
- 2e, LEC Summer, 2019[14]
- 5e-8e, World Championship, 2019[15]

### Team Liquid
- 9e, LCS Spring, 2020[16]
- 3e, LCS Summer, 2020[17]
- 9e-12e, World Championship, 2020[18]